# Mistrzostwa Świata w Tenisie Stołowym 1926
1. Mistrzostwa świata w tenisie stołowym odbyły się w dniach 6–11 grudnia 1926 roku w Londynie. Zawody zostały zdominowane przez reprezentantów Węgier, którzy zwyciężyli we wszystkich konkurencjach.

## Końcowa klasyfikacja medalowa
| Miejsce | Państwo          | Złoto | Srebro | Brąz | Razem |
| ------- | ---------------- | ----- | ------ | ---- | ----- |
| 1       | Węgry            | 5     | 3      | 0    | 8     |
| 2       | Austria          | 0     | 1      | 6    | 7     |
| 3       | Anglia           | 0     | 1      | 3    | 4     |
| 4       | Walia            | 0     | 1      | 1    | 2     |
| 5       | Indie Brytyjskie | 0     | 0      | 2    | 2     |

## Medaliści
| Konkurencja:               | Złoto:                              | Srebro:                             | Brąz:                                                         |
| gra pojedyncza kobiet      | Mária Mednyánszky                   | Doris Gubbins                       | Anstasia Flussmann Winiford Land                              |
| gra pojedyncza mężczyzn    | Roland Jacobi                       | Zoltán Mechlovits                   | Munio Pillinger S. R. G. Suppiah                              |
| gra podwójna mężczyzn      | Roland Jacobi Daniel Pecsi          | Zoltán Mechlovits Béla von Kehrling | Paul Flussmann Munio Pillinger Cyril Mossford Hedley Penny    |
| gra mieszana               | Zoltán Mechlovits Mária Mednyánszky | Roland Jacobi G. Gleeson            | Eduard Freudenheim Gertrude Wildam H.A. Bennett Winifred Land |
| konkurs drużynowy mężczyzn | Węgry                               | Austria                             | Anglia · Indie Brytyjskie                                     |